# Dimitri Colupaev
Dimitri Colupaev (* 29. Januar 1990 in Chișinău,  Moldauische SSR, Sowjetunion) ist ein ehemaliger deutscher Schwimmer.
Colupaev gewann bei den Junioreneuropameisterschaften 2007 und 2008 jeweils Gold mit der 4-mal-100-Meter-Freistilstaffel. Bei den Juniorenweltmeisterschaften 2008 siegte er über 200 Meter Lagen und gewann Silber mit der 4 × 200-m-Freistilstaffel.
Bei den Europameisterschaften 2012 in Debrecen gewann die deutsche Staffel in der Aufstellung Paul Biedermann, Dimitri Colupaev, Clemens Rapp und Tim Wallburger den Titel in der 4 × 200-m-Freistilstaffel. Bei den Olympischen Spielen 2012 in London belegte das deutsche Quartett in derselben Besetzung den vierten Platz. Im gleichen Jahr holte Colupaev mit der deutschen Staffel über diese Strecke bei den Kurzbahnweltmeisterschaften 2012 in deutscher Rekordzeit die Bronzemedaille.
Der 1,89 m große Dimitri Colupaev, der 1995 aus Moldawien nach Deutschland kam, ist für den SSV Undine 08 geschwommen. Er studierte Betriebswirtschaftslehre an der University of Southern California und trainierte bei Dave Salo. Seit 2016 ist Colupaev nicht mehr wettkampfmäßig in Erscheinung getreten.